# Дулов, Георгий Николаевич
Князь Гео́ргий Никола́евич Ду́лов (4 [16] июля 1875, Москва — 4 сентября 1940, там же) — русский скрипач, композитор, аранжировщик. 

## Биография
Родился в Москве 4 (16) июля 1875 года. Происходил из рода князей Дуловых, Рюриковичей Ярославской ветви. 31-е колено от Рюрика.
Учился у Карла Кламрота, затем окончил Московскую консерваторию (1895) у Ивана Гржимали. В 1896—1901 годах — в Санкт-Петербурге, вторая скрипка в Квартете герцога Мекленбургского. Затем, по медицинским причинам, переехал в Москву, преподавал в Московской консерватории. 
Автор камерных сочинений и педагогических сборников для скрипки, среди которых «Полный курс скрипичной игры» (12 тетрадей).
Умер 4 сентября 1940 года в Москве. Похоронен на Ваганьковском кладбище (14 уч.).

## Семья
- Мать — Александра Юрьевна Зограф-Дулова (1850—1919), пианистка
- Дядя — Николай Юрьевич Зограф (1851—1919), зоограф
- Дядя — Константин Юрьевич Зограф (1854—1927), химик, профессор, первый директор МХТИ
- Тётя — Валентина Юрьевна Зограф-Плаксина (1866—1930), пианистка
- Жена — Мария Андреевна Дулова (Буковская) (1873—1967), певица
  - Дочь — Вера Дулова (1909—2000), арфистка

## Сочинения
Три романса, Op. 1 / Стихи К.Р. - СПб. ; М. : Циммерман, б.г.
1. Озеро светлое
2. Я вам не нравлюсь
3. О нет!

- Концертное аллегро для скрипки : Op. 4. - Москва, [1904]
- Вариации на тему в русском стиле : Для арфы: Соч. 11. - Москва ; Л. : Гос. муз. изд-во, 1947.
- Концертная мазурка : Для скрипки с сопровожд. фортепиано: Op. 16. - Москва ; Л. : МОДПИК, 1927
- Дробится и плещет волна... : Романс: Для голоса с сопровожд. фп.: e.1-a.2 / Сл. А. Толстого. - Москва : Изд. авт., ценз. 1895.
- Колыбельная для скрипки. - Нью-Йорк, [1905]
- 3 этюда : Для скрипки. - Москва : МОНО. Музторг, 1928

### Переложения для скрипки и ф-но
Аренский - Ноктюрн, Незабудка, Op. 36; Романс, Op. 42-2; Романс, Op. 53-5
Бах - Гавот и Мюзет из англ. сюиты No. 3 соль минор : М., 1935; Маленький прелюд; и др.